# Bathsua Makin

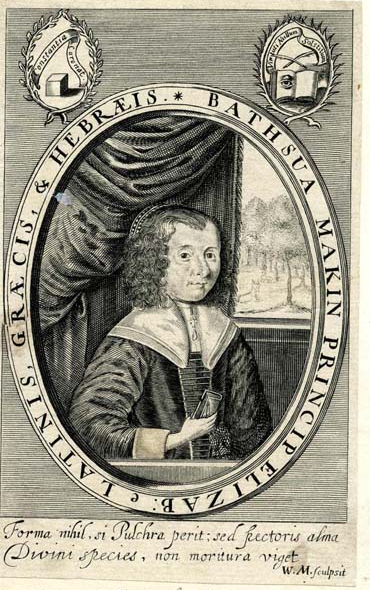
Bathsua Makin, bild från 1640–1648.

Bathsua Reginald Makin, född 1600, död 1675, var en engelsk författare och feminist. 
Hon var berömd under sin samtid för sin lärdom, eftersom kvinnor sällan fick tillfälle att offentligt visa prov på sina kunskaper och sin bildning under denna tid, och kallades "Englands mest lärda dam". 
Makin var feminist och sina åsikter om att kvinnor borde få rätt till utbildning under en tid då kvinnor ofta ansågs vara omöjliga att utbilda. Hon är mest känd för sin skrift i ämnet: An Essay To Revive the Antient Education of Gentlewomen, in Religion, Manners, Arts & Tongues, With An Answer to the Objections against this Way of Education (1673).